# Capitophorus
Capitophorus är ett släkte av insekter som beskrevs av Van der Goot 1913. Capitophorus ingår i familjen långrörsbladlöss.

## Dottertaxa tillCapitophorus, i alfabetisk ordning[1][2]
- Capitophorus archangelskii
- Capitophorus bulgaricus
- Capitophorus carduinus
- Capitophorus cirsiiphagus
- Capitophorus elaeagni
- Capitophorus eniwanus
- Capitophorus essigi
- Capitophorus evelaeagni
- Capitophorus formosartemisiae
- Capitophorus gnathalifoliae
- Capitophorus himachali
- Capitophorus himalayensis
- Capitophorus hippophaes
- Capitophorus horni
- Capitophorus hudsonicus
- Capitophorus inulae
- Capitophorus jopepperi
- Capitophorus litanensis
- Capitophorus meghalayensis
- Capitophorus mitegoni
- Capitophorus montanus
- Capitophorus pakansus
- Capitophorus prunifoliae
- Capitophorus rhamnoides
- Capitophorus rostratus
- Capitophorus shepherdiae
- Capitophorus similis
- Capitophorus takahashii
- Capitophorus theobaldi
- Capitophorus tricholepidis
- Capitophorus xanthii